# Landtagswahlkreis Kufstein
Der Wahlkreis Kufstein (Wahlkreis 5) ist ein Wahlkreis in Tirol, der den politischen Bezirk Kufstein umfasst. Bei der Landtagswahl 2013 waren im Wahlkreis Kufstein 74.249 Personen wahlberechtigt, wobei bei der Wahl die Österreichische Volkspartei (ÖVP) mit 39,38 % als stärkste Partei hervorging. Die ÖVP hält seit der Landtagswahl als einzige Partei zwei der möglichen Grundmandate im Wahlkreis Kufstein, alle anderen Parteien erreichten kein Grundmandat.

## Wahlergebnisse
| Landtagswahlen im Landtagswahlkreis Kufstein | Landtagswahlen im Landtagswahlkreis Kufstein | Landtagswahlen im Landtagswahlkreis Kufstein | Landtagswahlen im Landtagswahlkreis Kufstein | Landtagswahlen im Landtagswahlkreis Kufstein | Landtagswahlen im Landtagswahlkreis Kufstein | Landtagswahlen im Landtagswahlkreis Kufstein | Landtagswahlen im Landtagswahlkreis Kufstein | Landtagswahlen im Landtagswahlkreis Kufstein | Landtagswahlen im Landtagswahlkreis Kufstein |
| -------------------------------------------- | -------------------------------------------- | -------------------------------------------- | -------------------------------------------- | -------------------------------------------- | -------------------------------------------- | -------------------------------------------- | -------------------------------------------- | -------------------------------------------- | -------------------------------------------- |
| Wahltermin                                   | GM                                           |                                              | ÖVP                                          | SPÖ                                          | FPÖ                                          | GRÜNE                                        | FRITZ                                        | Sonstige                                     |                                              |
| 13. März 1994                                |                                              | Stimmenanteile (%)                           | 42,48                                        | 21,15                                        | 20,47                                        | 9,82                                         | -                                            | 6,08                                         |                                              |
| 13. März 1994                                | 5                                            | Grundmandate                                 | 2                                            | 1                                            | 1                                            | 0                                            | -                                            | 0                                            |                                              |
| 7. März 1999                                 |                                              | Stimmenanteile (%)                           | 44,13                                        | 22,37                                        | 23,79                                        | 6,76                                         | -                                            | 2,96                                         |                                              |
| 7. März 1999                                 | 5                                            | Grundmandate                                 | 2                                            | 1                                            | 1                                            | 0                                            | -                                            | 0                                            |                                              |
| 28. September 2003                           |                                              | Stimmenanteile (%)                           | 47,52                                        | 27,80                                        | 10,08                                        | 13,53                                        | -                                            | 1,07                                         |                                              |
| 28. September 2003                           | 5                                            | Grundmandate                                 | 2                                            | 1                                            | 0                                            | 0                                            | -                                            | 0                                            |                                              |
| 8. Juni 2008                                 |                                              | Stimmenanteile (%)                           | 39,87                                        | 17,25                                        | 15,09                                        | 8,81                                         | 16,97                                        | 2,02                                         |                                              |
| 8. Juni 2008                                 | 5                                            | Grundmandate                                 | 2                                            | 0                                            | 0                                            | 0                                            | 0                                            | 0                                            |                                              |
| 28. April 2013                               |                                              | Stimmenanteile (%)                           | 39,38                                        | 14,07                                        | 11,56                                        | 10,50                                        | 5,21                                         | 19,28                                        |                                              |
| 28. April 2013                               | 5                                            | Grundmandate                                 | 2                                            | 0                                            | 0                                            | 0                                            | 0                                            | 0                                            |                                              |
| 25. Februar 2018                             |                                              | Stimmenanteile (%)                           | 44,75                                        | 15,28                                        | 17,51                                        | 10,16                                        | 5,34                                         | 6,97                                         |                                              |
| 25. Februar 2018                             | 5                                            | Grundmandate                                 | 2                                            | 0                                            | 0                                            | 0                                            | 0                                            | 0                                            |                                              |
| 25. September 2022                           |                                              | Stimmenanteile (%)                           | 34,42                                        | 16,19                                        | 22,14                                        | 8,72                                         | 8,97                                         | 9,56                                         |                                              |
| 25. September 2022                           | 5                                            | Grundmandate                                 | 1                                            | 0                                            | 1                                            | 0                                            | 0                                            | 0                                            |                                              |